# Doupský a Bažantka
Doupský a Bažantka este o arie protejată (arie specială de conservare — SAC, sit de importanță comunitară — SCI) din Republica Cehă întinsă pe o suprafață de 11,18 ha, integral pe uscat.

## Localizare
Centrul sitului Doupský a Bažantka este situat la coordonatele 49°14′03″N 15°25′34″E / 49.234167°N 15.426111°E.

## Înființare
Situl Doupský a Bažantka a fost declarat sit de importanță comunitară în noiembrie 2009 pentru a proteja un număr necunoscut de specii din flora spontană și fauna sălbatică aflate în arealul zonei. Situl a fost protejat și ca arie specială de conservare în iulie 2012.

## Biodiversitate
Situată în ecoregiunea continentală, aria protejată conține 1 habitat natural: Lacuri eutrofice naturale cu vegetație de tip Magnopotamion sau Hydrocharition.
La baza desemnării sitului se află un număr nedeclarat de specii protejate.